# 王明星 (企业家)
王明星（英語：Ong Beng Seng，1946年1月—），新加坡企业家，祖籍福建南安，他是新加坡的酒店与地产大亨。

## 生平
王明星出生于马来西亚霹雳州安顺，4岁时随家人赴新加坡定居。早年他曾前往英国学习保险专业，并于毕业后任职于欧洲国际保险公司。1972年他回到新加坡，次年与富商符运锡之女克里斯蒂娜·王成婚。两年后，王明星加入其岳父的国际商行公司（Kuo International），主要负责公司的酒店与房地产业务。在他的主持下，国际商行成为了新加坡希尔顿酒店、凯煌酒店（Concorde Hotel）、四季酒店等的控股股东。此后，他与岳父共同创办了旅店置业公司（Hotel Properties）。
除了酒店业之外，王明星还涉足娱乐业，并进入中国大陆投资。2008年，王明星又将F1大奖赛引入新加坡，并为此创办了新加坡赛车公司（Singapore GP）。
据《福布斯》于2017年公布的富豪排行榜，王明星与克里斯蒂娜·王夫妇以21亿美元位列新加坡富豪榜前十。
2024年10月4日，王明星被指涉嫌教唆易華仁以公職人員身份收受利益，以及故意協助他妨礙司法公正而被起訴。